# Sara Wesslin
Sara Wesslin (Porvoo, 7 de novembre de 1991) és una periodista i presentadora de notícies en sami skolt i és una defensora d'aquesta llengua.
L'octubre de 2019 va ser presentada com una de les "dones inspiradores i influents" en la sèrie 100 Dones de la BBC. Wesslin ha utilitzat els seus recursos en els mitjans de comunicació i el seu accés a la cultura popular per ajudar a reviure la llengua sami skolt. També s'ha centrat en ensenyar-lo a les dones, que creu que tenen un paper fonalmental en mantenir la llengua en la família. El juny de 2020, fou finalista del premi "Jove Periodista Mundial de l'Any".

## Vida i obra
Wesslin treballa a la companyia pública de radiodifusió finlandesa Yle, on es va incorporar el 2013. Basada a Inari, al nord llunyà de Finlàndia, és una dels dos únics periodistes que retransmeten per ràdio o televisió en sami skolt; l'altre és Erkki Gauriloff. Escriu històries i presenta notícies en sami skolt, Sami septentrional, i finlandès. Wesslin ha estat assistent de Tiina Sanila-Aikio, presidenta del Parlament Sami finlandès, que també ha contribuït al ressorgiment de la llengua i cultura sami skolt.
El 2006, poques persones menors de 30 anys podien parlar sami skolt. D'aleshores ençà Wesslin ha promogut l'ús de la llengua en el govern, mitjans de comunicació, i en la vida professional finlandesa. Quan va ser presentada en la llista de les 100 Dones de la BBC, Wesslin es va sorprendre d'haver estat inclosa i va comentar: "Quan penses sobre el món d'avui dia, quan les llengües en perill d'extinció agonitzen i desapareixen constantment, és com un privilegi poder fer la meva feina en sami skolt, que és parlada per unes 300 persones." Va explicar que les notícies en sami skolt Sami havien estat molt ben acollides per l'audiència, especialment els qui no utilitzen l'Internet, ja que des d'ara les podien seguir en la seva llengua materna.